# Benjamín García Castillo
Benjamín García Castillo (Tetuan, 1919 - Sabadell, 29 de març de 1984) va ser un sindicalista sabadellenc.

## Biografia
Va estudiar el batxillerat elemental. Als 17 anys es va afiliar al PCE. Va fer de fuster i, més endavant, d'electricista i de tècnic de ràdio i televisió. El van detenir a Barcelona, però va aconseguir fugir cap a França al final de la Guerra Civil. Al país veí, estigué a diversos camps de treball. El 1958 es va establir a Sabadell i va impartir classes de taller a l'Institut Ferran Casablancas. Del 1959 al 1965 emigrà a Alemanya. De nou a Sabadell, fou membre de la Cordinadora d'Associacions de Veïns i un destacat sindicalista i defensor dels drets humans.
El 30 d'octubre de 1985 Sabadell li dedicà un carrer al barri de Can Rull.